# Sunwah Linux
RAYS Linux (anterior denumită Sun Wah Linux) a fost o distribuție de Linux bazată pe Debian, dezvoltată în China.

## Legături externe
- Sun Wah RAYS LX la DistroWatch.com